# Wilhelm Hopf (Verleger)

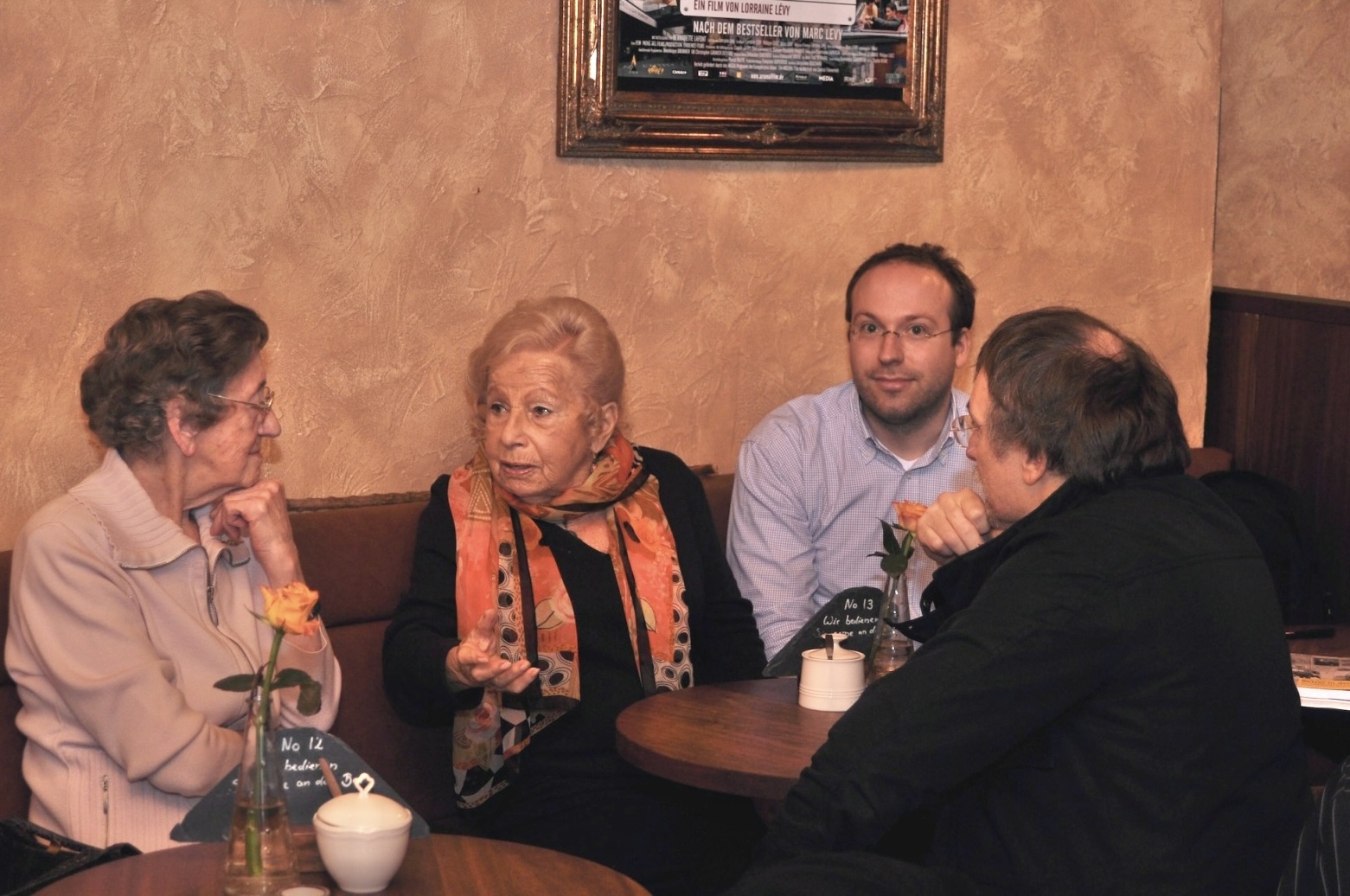
Marga Spiegel (Mitte) im Gespräch mit Anni Richter (geb. Aschoff), Verleger Wilhelm Hopf (vorne rechts) und Verlagslektor Benedict Lax-Grüneberg

Wilhelm Hopf (* 1949 in Bamberg) ist ein deutscher Verleger und Gründer des Lit Verlags.

## Leben
Hopf wurde als Sohn des Missionsdirektors Friedrich Wilhelm Hopf in Bamberg geboren. Er wuchs in Bleckmar auf, wenige Kilometer von Bergen-Belsen, und besuchte dort die Volksschule, anschließend das Christian-Gymnasium in Hermannsburg. Er studierte Mathematik, Politik, Soziologie und Sport an den Universitäten Mainz, Marburg und Münster. Während seiner Studienzeit war Hopf Mitglied der SPD und der Jusos.
1980 promovierte er bei Arno Klönne und Norbert Elias mit einer Arbeit über „Sport und Körperkultur“. Er gründete danach in Münster den Lit Verlag mit dem Schwerpunkt Wissenschaft. Die ersten Publikationen ergaben sich aus dem Studium: Bücher zur Arbeiterkulturbewegung mit Arno Klönne, sportwissenschaftliche Publikationen mit Norbert Elias; Bero Rigauer und Henning Eichberg. Das Programm des LIT-Verlages wurde schnell thematisch erweitert. Einen Schwerpunkt bildeten Bände zum Holocaust. Es erfolgten Bürogründungen in Hamburg, Berlin, Wien und Zürich.
Im Jahr 2018 unterschrieb Hopf die Gemeinsame Erklärung 2018, was zu Protesten von ca. 200 Autoren und Beiträgern führte. Hopf zog seine Unterschrift zurück und präzisierte seine Position, indem er sich auf die „10 Thesen für ein weltoffenes Deutschland“ von Richard Schröder, Eva Quistorp und Gunter Weißgerber bezog.
Hopf ist verheiratet und hat vier Kinder.

## Werke (Auswahl)
als Autor
- Kritik der Sportsoziologie. Lollar 1976; 2. Auflage. Münster 1984, ISBN 3-88660-064-5.

als Herausgeber
- Sport und Zeit. Münster 1981.
- Fussball – Soziologie und Sozialgeschichte einer populären  Sportart. LIT Verlag, Münster 1984, ISBN 3-88660-231-1.
- Norbert Elias, Eric Dunning: Sport im Zivilisationsprozeß. LIT Verlag, Münster 1982, ISBN 3-88660-100-5.
- Freiheit der Wissenschaft und ihre ‚Feinde‘. Vorwort von Wilhelm Hopf. Bernhard Kempen, Berlin 2019.
- Libertas. Jahrbuch für Meinungsfreiheit. Berlin 2021.
- mit Hubert Christian Ehalt und Josef Hochgerner: Die Wahrheit liegt im Feld. Wien 2006.
- mit Hubert Christian Ehalt und Konrad Paul Liessmann: Kritik und Utopie. Wien 2009, ISBN 978-3-643-10147-1.